# Renegades (曲)
「Renegades」(レネゲイズ) は、2021年4月16日にフュエルド・バイ・ラーメンより配信限定シングルとしてリリースされたロックバンド・ONE OK ROCKの楽曲。映画「るろうに剣心 最終章 The Final」の主題歌に起用された。

## 背景と制作
ONE OK ROCKは、2012年より始まった映画『るろうに剣心』シリーズすべての主題歌を担当してきた。そしてこの度「るろうに剣心 最終章 The Final」が公開されるにあたって、その主題歌として本楽曲を書き下ろしたことが2021年3月10日に発表された。さらにリリースに先駆け、YouTubeでは本楽曲のミュージックビデオのティザー映像が公開され、配信日の4月16日21:00にはMVのフルサイズがYouTubeでプレミア公開された。
本楽曲は、ニューアルバム制作の一曲目として作られた曲である。以前から親交のあったミュージシャン・エド・シーランとの共作であり、2021年2月にロンドンにあるエドのプライベートスタジオでセッションが行われた。またcoldrainのMasatoも制作に参加している。

## 音楽性とテーマ
本楽曲は、BPM77〜78ほどの雄大なリズム感を伴ったロック曲である。ロッキング・オンの高橋智樹は本楽曲のサウンド・プロダクションについて、「物憂げなリズムとアコースティックギターのループという、今や世界のスタンダードとなったエド (共作者のエド・シーラン:引用者注) お馴染みのアレンジ」としている。
Takaは本楽曲について、そのタイトル「Renegades」(日本語訳:反逆者) に言及した上で、「現状維持は絶対ダメだなっていう、強い意思表示」だといい、また「僕らのこれからの覚悟を記している」と述べている。

## チャート成績
本楽曲は、2021年4月21日公開（集計期間：2021年4月12日～4月18日）の「Billboard Japan Download Songs」にて週末のみの集計で30,656DLを売り上げ、初登場1位を記録。Twitterでは4位を記録し、総合ソング・チャート「JAPAN HOT 100」では8位に初登場している。リリース2週目となる4月28日公開のビルボード・ジャパンチャートでは、ダウンロードで2週連続1位 (20,293DL)、ストリーミングは前週43位からジャンプアップして最高位となる7位 (6,288,260再生) を記録し、総合チャート「JAPAN HOT 100」では4位 (最高位) に順位を伸ばした。

### 認定とセールス
|                                | 認定 (RIAJ) | 売上/再生回数      |
| ------------------------------ | ----------- | ------------------ |
| ダウンロード                   | ゴールド    | 122,000 DL         |
| ストリーミング                 | ゴールド    | 50,000,000* 回再生 |
| *認定のみに基づく売上/再生回数 |             |                    |

## 収録曲
| Masato、David Pramik、Adam Hawkins、Jin Jin全作詞・作曲: Taka、Ed Sheeran。 |                                       |                    |                    |      |
| #                                                                           | タイトル                              | 作詞               | 作曲・編曲         | 時間 |
| 1.                                                                          | 「Renegades」                         | Taka 、 Ed Sheeran | Taka 、 Ed Sheeran | 4:05 |
| 2.                                                                          | 「Renegades - International Version」 | Taka 、 Ed Sheeran | Taka 、 Ed Sheeran | 4:05 |

## クレジット
| ONE OK ROCK - Taka – lead vocals, lyrics - Toru – lead guitar - Ryota – bass guitar - Tomoya – drums | Additional personnel - Jamil Kazmi – producer - Dan Lancaster – recording engineer, studio engineer - Adam Hawkins – mixing, arrangements - Ted Jensen – mastering - Rhys May – assistant producer - Kyle Moorman - production assistant |